# 基因星1号
基因星1号（GeneSat-1）是美国宇航局一颗专用于测试K-12大肠杆菌的全自动近地立方卫星。2006年12月16日，该卫星从沃洛普斯飞行基地被发射入轨。，它在第一次通过加利福尼亚任务地面站时开始传输数据。
这颗纳米卫星里面安装了机载微型实验系统，如传感器和光学系统等，可检测特定基因活动产物的蛋白质。从基因星1号获得的知识可帮助理解太空飞行对人体的影响。
该微型实验卫星重4.6公斤，是美国空军四级米诺陶1号运载火箭所搭载的第二载荷，该火箭主要是将美国空军“战术星2号”(TacSat-2)卫星发送到轨道。在基因星级卫星开发过程中(成本一般只占任务的一小部分)，艾姆斯研究中心(小型航天器办公室)通常与工业组织及当地大学合作，这是美国宇航局首次在此类尺寸卫星上进行的全自动、独立型生物太空实验。